# Jeremy Howard
Jeremy Patrick Howard (12 de junio de 1981) es un actor estadounidense. Ha aparecido en películas como Sydney White, Galaxy Quest, Accepted, y recientemente Teenage Mutant Ninja Turtles y Teenage Mutant Ninja Turtles: Out of the Shadows, donde realizó la captura de movimientos y la voz de Donatello.
Howard nació en Burbank, California, hijo de Sharon Hess y el actor Joe Howard.

## Filmografía
| Año       | Título                                           | Personaje                             | Nota                                              |
| --------- | ------------------------------------------------ | ------------------------------------- | ------------------------------------------------- |
| 1992      | Crash Landing: The Rescue of Flight 232          | Tony Feeney                           |                                                   |
| 1995      | The Cure                                         | Tyler's Buddy #2                      |                                                   |
| 1995      | ...And the Earth Did Not Swallow Him             | Bucktooth Kid                         |                                                   |
| 1999      | Galaxy Quest                                     | Kyle                                  |                                                   |
| 2000      | The Drew Carey Show                              | Robert Gates                          | Episodio: "Oswald's Son"                          |
| 2000      | How the Grinch Stole Christmas                   | Drew Lou Who                          |                                                   |
| 2001      | Undeclared                                       | Totem Pole                            | Episodio: "Hell Week" Episodio: "Rush and Pledge" |
| 2002      | Just Shoot Me!                                   | Terry                                 | Episodio: "Blind Ambition"                        |
| 2002      | Men in Black II                                  | Bird Guy Alien / Postal Sorting Alien |                                                   |
| 2002      | Buffy the Vampire Slayer                         | Dead Nerd                             | Episodio: "Lessons"                               |
| 2002      | Hidden Hills                                     | Store Clerk                           | Episodio: "The Vasectomy"                         |
| 2002      | Catch Me If You Can                              | Teen Waiter                           |                                                   |
| 2003      | Malcolm in the Middle                            | Ethan                                 | Episodio: "Stereo Store"                          |
| 2003      | The Haunted Mansion                              | Hitchhiking Ghost                     |                                                   |
| 2004      | Soccer Dog: European Cup                         | Dickie                                |                                                   |
| 2005      | Wiener Park                                      | Dennis Park                           |                                                   |
| 2005      | Judging Amy                                      | Waiter                                | Episodio: "Silent Era"                            |
| 2005      | Scrubs                                           | Fat Frank                             | Episodio: "My Life in Four Cameras"               |
| 2005      | Fielder's Choice                                 | Cashier                               |                                                   |
| 2005      | Entourage                                        | Nerd #2                               | Episodio: "I Love You Too"                        |
| 2006      | My Name is Earl                                  | Jeff Muskin                           | Episodio: "O Karma, Where Art Thou?"              |
| 2006      | Lady in the Water                                | Tartutic #1                           |                                                   |
| 2006      | Accepted                                         | Freaky Student                        |                                                   |
| 2006      | Dorm Daze 2                                      | Eli                                   |                                                   |
| 2007      | Happy Deathday                                   | Jeremy                                |                                                   |
| 2007      | John from Cincinnati                             | Gary                                  | Episodio: "His Visit: Day One"                    |
| 2007      | Sydney White                                     | Terrence                              |                                                   |
| 2008      | Jane Doe: Eye of the Beholder                    | Joe Buckbee                           |                                                   |
| 2008      | Black Widow                                      | Henry                                 |                                                   |
| 2009      | He's Such a Girl                                 | Walt                                  |                                                   |
| 2009      | Hotel for Dogs                                   | Hot Dog Man                           |                                                   |
| 2009      | Monk                                             | Green-Skinned Alien Enthusiast        | Episodio: "Mr. Monk and the UFO"                  |
| 2011      | Breaking Bad                                     | A Junkie                              | Series                                            |
| 2013      | The Pretty One                                   | James                                 |                                                   |
| 2014-2015 | Mighty Med                                       | Phillip                               | Rol recurrente                                    |
| 2014      | Teenage Mutant Ninja Turtles                     | Donatello                             | Captura de movimientos y voz                      |
| 2016      | Teenage Mutant Ninja Turtles: Out of the Shadows | Donatello                             | Captura de movimientos y voz                      |

- Datos: Q960721